# Dégrad des Cannes
Dégrad des Cannes (UN/LOCODE: GFDDC) is de belangrijkste zeehaven voor vrachtschepen van het Frans overzees departement Frans-Guyana. Ze bevindt zich in de gemeente Remire-Montjoly ongeveer 11 kilometer ten zuidoosten van Cayenne. De haven is gelegen aan de riviermonding van de Mahury. Ongeveer 90% van de import van Frans-Guyana komt bij de haven binnen.
De haven is in 1974 gebouwd ter vervanging van de haven in Cayenne die het internationale verkeer niet meer kon afhandelen. Het woord "dégrad" is Creools voor een plaats waar goederen kunnen worden geladen en gelost. De haven is te bereiken via een 15 kilometer lang kanaal dat continu wordt uitgebaggerd om dichtslibbing te verkomen. De haven is groot genoeg om raketten voor het Centre Spatial Guyanais te kunnen afhandelen. Het haventerrein bevat ook de marinehaven van Frans-Guyana.